# 日本保守党 (2023-)
日本保守党（にっぽんほしゅとう）は、日本の政党。小説家の百田尚樹と元ジャーナリストの有本香によって、「日本の国体、伝統文化を守る」の理念のもと2023年10月17日に設立された。百田が代表、有本が事務総長、河村たかしが共同代表を務めている。第50回衆議院議員総選挙において政党要件を満たし、2024年11月5日に国政政党となった。略称は「保守党」、「保守」。
LGBT理解増進法、日本政府による大量移民政策に反対する立場を取っている。消費税廃止を目標に掲げ、第一歩として酒類を含む食料品の消費税ゼロを推進。また電気代高騰の一因の再エネ賦課金の廃止、ガソリン暫定税率の廃止、外国人による土地取得の厳格化及び法改正、メガソーラーによる環境破壊問題、太陽光パネルの火災時の危険性や破損時の土壌汚染問題・安全な処理方法未確立による未来の廃棄問題など様々な社会問題を訴えている。
更に憲法改正、対中・対北朝鮮外交の強化などを支持している。

## 概要
設立のきっかけは、自民党の岸田政権下で成立した「LGBTQ理解増進法（LGBT法）」に対する保守層の反発であり、同法の改正を主要政策として掲げている。同党は「ジェンダーアイデンティティーを理由とする不当な差別はあってはならない」との規定が不明確であることや、ジェンダー・セルフID制導入による女性スペース侵害の懸念を主張している。また、移民政策に関しては、「人手不足だから外国人を入れる」という現行制度への批判を展開し、欧州や国内で生じたトラブルを例に挙げて見直しを求めている。元内閣総理大臣の安倍晋三の亡き後、自民党に不満を抱く岩盤保守層から支持を得ていると報じられている。

## 歴史
2023年6月10日、百田尚樹は自身のYouTubeチャンネルで、LGBT法案が成立すれば日本の家庭や皇室制度が危機にさらされ、日本が徹底的に破壊される恐れがあると指摘し、「LGBT法案が成立したら、私は保守政党を立ち上げます」と宣言した。設立のきっかけとなった「性的指向及びジェンダーアイデンティティの多様性に関する国民の理解の増進に関する法律（いわゆるLGBT理解増進法）」は、2023年6月16日に自民・公明・日本維新の会・国民民主などの賛成多数で可決・成立した。この法律に対する保守層の反発を背景に、百田と有本は同年9月1日に「百田新党（仮称）」として党のXアカウントを開設した。党の正式な活動開始は、2023年10月に予定された。9月13日、Xアカウントのフォロワー数が目標の20万人を超えたことを受け、党の正式名称「日本保守党」が発表された。同日、結党メンバーである小坂英二・荒川区議が、荒川区議会で所属していた一人会派の名称を「日本保守党」に変更した。
10月17日、「日本保守党」の結党記者会見が行われ、百田尚樹が代表、有本香が事務総長に就任したことが発表された。また、名古屋を拠点とする地域政党「減税日本」と特別友党関係を結び、減税日本代表で名古屋市長の河村たかしが共同代表に、減税日本副代表の広沢一郎が事務局次長に就任した。法律顧問には北村晴男が就任した。
11月時点で、党員数が5万人を超えたと発表した。
12月11日に愛知県に名古屋支部（名古屋市／支部長：河村たかし）、東三河支部（豊橋市／支部長：竹上裕子前愛知県議会議員）を設立。
12月28日に東京八重洲の党本部事務所を退去したことが有本により明らかになった。「百田尚樹代表の闘病について」というお知らせの中で公表されたが、移転先は公表されなかった。
2024年2月、元仙台市長の梅原克彦が事務局に参画し、特別顧問に就任した。
2024年8月に日本保守党群馬支部（支部長:伊藤純子）が設立。

### 地方選挙・国政選挙への出馬

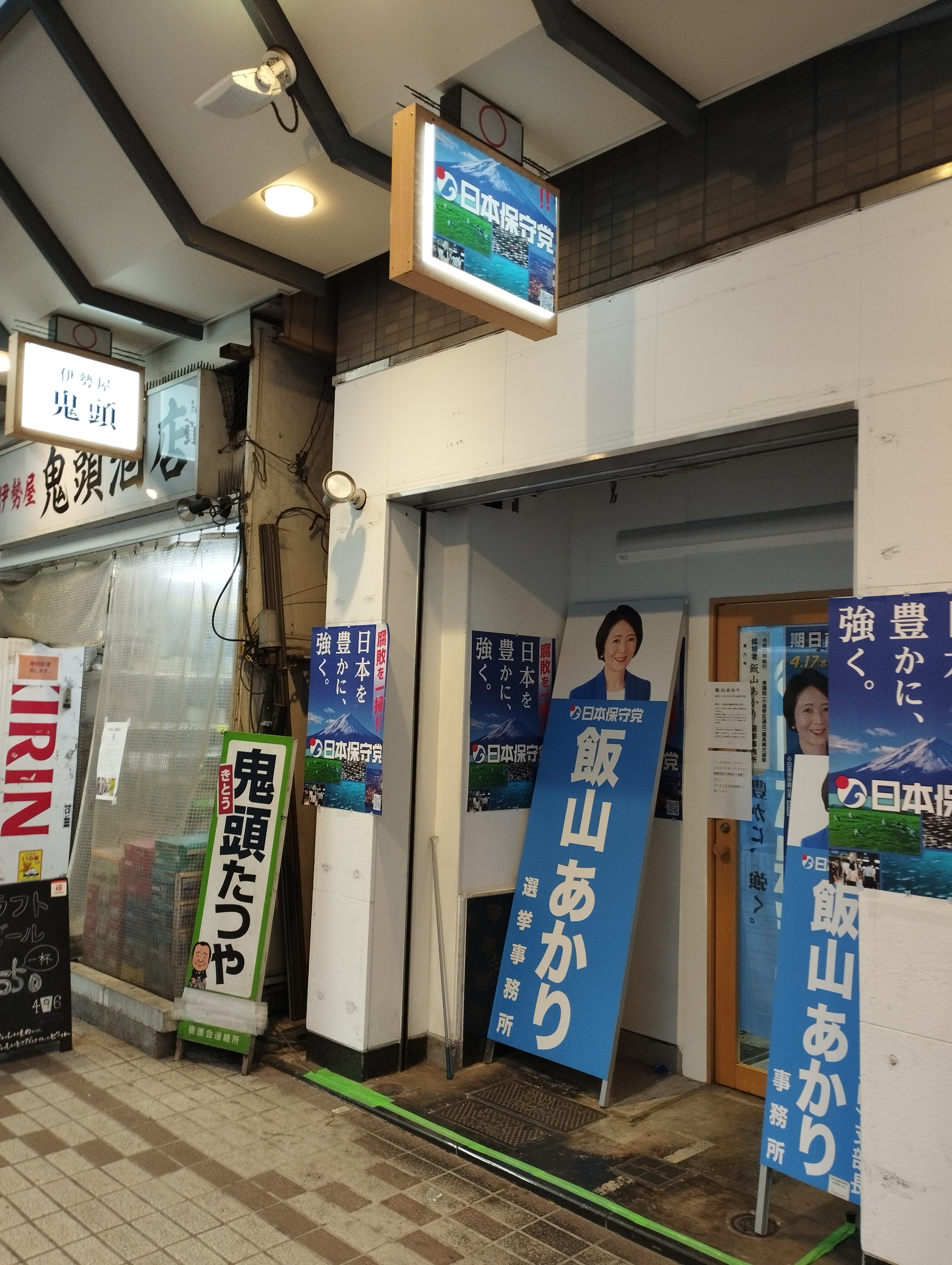
東京都江東区に設置された日本保守党の事務所（2024年4月21日）※現在は閉鎖

2024年4月21日、地方議員選で河村の地盤である愛知県内の碧南市議選で党公認候補を初めて擁立し、当選した。
同年4月28日、東京15区補選に国政選挙として初めて公認候補として飯山陽を擁立した。東京新聞は、「右派論客として著名な作家百田尚樹」が代表を務めており、その国政選挙デビュー戦であると報じた。街頭演説には、選挙区民以外に各地から多くの支持者が参加した。開票結果は、情勢調査通り9候補者中4位（約2万4000票）だった。当選した立憲民主党公認の酒井菜摘には2倍以上の票差をつけられ惨敗したが、5位で都政与党の地域政党「都民ファーストの会」が推薦する無所属（ファーストの会副代表）で作家の乙武洋匡を4600票以上上回り、3位の日本維新の会公認の金澤結衣には約4200票差まで迫った。このことから朝日新聞は「一定の得票を得た」と選挙後に報道した。5月、飯山は、選挙期間中に「つばさの党」の根本良輔候補から街頭演説や事務所で妨害行為を受けた結果、「不眠や耳鳴り」などの症状が起きていることから、疾病療養のために東京15区支部長を退任した。飯山は、今後も日本保守党の政策アドバイザーおよび特別党員として助言を行う予定とされたが、後に対立することとなる（後述）。
同年10月、同月27日執行の第50回衆議院議員総選挙には、百田（比例近畿ブロック）・有本・梅原（ともに比例東京ブロック）・河村（愛知県第1区）を含めて、選挙区4人と比例代表26人の候補擁立を発表した。投票日当日に政党要件を満たさない政治団体であるため、同選挙で同党は小選挙区と比例代表の重複立候補は不可能であった。
投開票の結果、選挙区で河村が当選、また、東海（竹上裕子）・近畿（島田洋一）の比例ブロックで1議席づつ獲得し、合計3議席を獲得。同選挙の比例代表での得票率が2%を超えたことで政党要件を満たし、政治資金規正法に基づき、総務省に政党として届け出た。
2024年名古屋市長選挙では減税日本と同じ推薦候補の広沢一郎を支持した。同候補は市民税の減税拡充や名古屋城天守閣の木造復元計画の推進など河村市政の継続を訴えた。無党派層だけでなく、与野党の支持層から幅広く支持を集めたことで、自民党・立憲民主党・公明党・国民民主党が推薦した元参議院議員の大塚耕平、日本共産党推薦で元緑の党グリーンズジャパン共同代表の尾形慶子らを破り、当選した。
2025年1月16日、衆議院会派の人事を発表。政調会長に島田、税調会長兼国対委員長に河村、総務会長に竹上が就いた。
2025年東京都議会議員選挙では、杉並区(定員6)に公認候補1人を擁立。なお、同じ選挙区には、同姓同名の別の政治団体が候補者を擁立している。結果、17人中10位で落選。
第27回参議院議員通常選挙で、全国比例区で4人、選挙区で5人擁立した候補者の中で、北村と百田が当選し2議席を確保。参議院での初議席を獲得した。なお、北村は比例区での全候補者中トップの個人票約97万票を集めた。これにより、衆参合わせて所属国会議員が5人となり公職選挙法上の政党要件2点を全て満たした。

## 党員制度
日本保守党の党員は、一般党員（党費 年6,000円）、家族党員（党費 年3,000円）、特別党員（党費：年20,000円）の3つの種別に分類される。
2023年9月30日に党員募集を開始したところ、翌10月1日までに約3万人が登録し、12月までには党員数が5万7千人を超えたと発表された。同時期には公式Xアカウントのフォロワー数が33万人を超え、自民党など既存政党を上回る規模となった。
また、10月4日には初の政治資金パーティーを開催し、1枚2万円のパーティー券が1時間で完売した。これらの活動により、12月までに約4億円の資金を集めたとされている。なお、党員登録やパーティー券の販売などはすべてオンラインで完結する仕組みとなっている。

## 理念と政策
結党宣言には、「日本ほど素晴らしい国はないと私は断言します。神話とともに成立し、以来およそ二千年、万世一系の天皇を中心に、一つの国として続いた例は世界のどこにもありません。これ自体が奇跡といえるでしょう。」「野放図な移民政策やLGBT理解増進法にみられる祖国への無理解によって、日本の文化や国柄、ナショナル・アイデンティティが内側から壊されかかっています。これらを座視していてはなりません。断固として日本を守る。」と書かれている。
重点政策は、「日本の国体、伝統文化を守る」「憲法9条改正や移民政策の是正」「消費税減税」「電気自動車への補助金廃止」「名古屋城の天守木造化完遂」「男女共同参画関連の公的資金支出の見直し」など。

### LGBT法改正
「LGBT理解増進法（LGBT法）」の改正を支持し、具体的な改正要求箇所として「子どもへのLGBT関連教育に関する規定の削除」と、「ジェンダー・アイデンティティという言葉の変更」の2つを挙げている。百田は、LGBT法は段階的なプロセスの一部であり、最初は罰則のない法律として導入され、その後罰則が追加される可能性があるとし、このアプローチを「左翼がよくやる手法だ」と批判した。

### 反多文化共生
現行の移民政策に対して複数の改正を求めている。具体的には、「亡命を拒否された難民を当局が拘束し送還することを可能にする出入国管理及び難民法の改正と運用の厳正化」「特定技能2号および留学生の受け入れ拡大の見直し」「外国人居住者のための独立した健康保険を設けるための健康保険法の改正」などを主張している。同党は、無制限な移民受け入れや実現が困難な多文化共生主義に反対する立場を取っており、「日本のルールを遵守する意思と能力を持つ外国人」の受け入れには賛成している。
代表の百田は、「移民の数や質が重要であり、文化や言語、風習が異なる人々が大量に流入した場合、日本社会との摩擦が生じる可能性がある」と指摘し、現行制度には問題があるとの立場を示している。また、有本事務総長は、「移民政策の是正を訴えることが外国人排斥と誤解される場合がある」と述べつつ、既存の問題への対応が必要だと強調している。
内閣総理大臣の岸田文雄が掲げた「外国人と共生する社会」に対しても批判的な立場を示しており、「欧州の先例から共生は困難である」と主張している。同党は、日本語教育や文化適応支援などの具体的な政策が現行制度では不十分であると指摘している。

### 憲法改正
日本国憲法第9条の改正に賛成しており、憲法9条2項の、「国の交戦権は、これを認めない」の削除を支持している。

### 外交・防衛
朝鮮総連関連組織への制裁など、北朝鮮に対する制裁措置の拡大を支持している。
台湾との関係強化に賛成しており、米国の台湾関係法に相当する日本の法律制定を提案している。

### 百田談話（戦後80 年談話）
2025年8月15日、日本保守党代表の百田尚樹は、終戦から80年を迎えるにあたり、党としての「戦後80年談話」を公表した。
談話では、大東亜戦争のきっかけが米国による石油の全面禁輸であったことを指摘した。アジアやアフリカなどが欧米列強に支配されていた状況なども説明。「日本はアジア諸国を侵略したとする論がありますが、これも正確ではありません。日本が戦った相手は、東南アジア諸国を植民地にしていたイギリス、フランス、オランダ、アメリカであり、当時、ベトナム、インドネシア、マレーシア、カンボジア、ミャンマーといった国々は存在しませんでした。」と主張した。
一方で、日本による占領統治には資源収奪など問題があったことも認めた。また、百田は欧米列強のアジア支配の歴史や日本の近代化の経緯を説明し、「戦争責任が日本のみにあるという見方は偏っている」と述べた。さらに「贖罪意識は悪いことではないが、過度の自虐思考は歴史理解を歪める」とし、「戦後80年を経て、今を生きる日本人がその罪を背負う必要はない」と結論づけた。談話では、戦時中にアジア諸国の独立運動を支援した日本人や、戦後も現地に残って独立戦争に加わった元兵士の事例も紹介され、東南アジアの元首脳による日本の役割に関する発言も引用された。

### その他の政策
- 国会議員や地方議員の議員報酬を一般国民並みの給与に引き下げるなど、日本の政治における「家業化」を阻止する[6]。
- 皇室典範を改正し、宮家と旧宮家との間の養子縁組を可能にする（男系天皇支持[105]）[106]。
- 原発再稼働賛成[17]。再生可能エネルギー特別措置法の廃止、外国資本による土地買収を制限[106]。
- 公立高校入試の廃止や教科書検定の見直しなどの教育改革[107]。

## 支持者

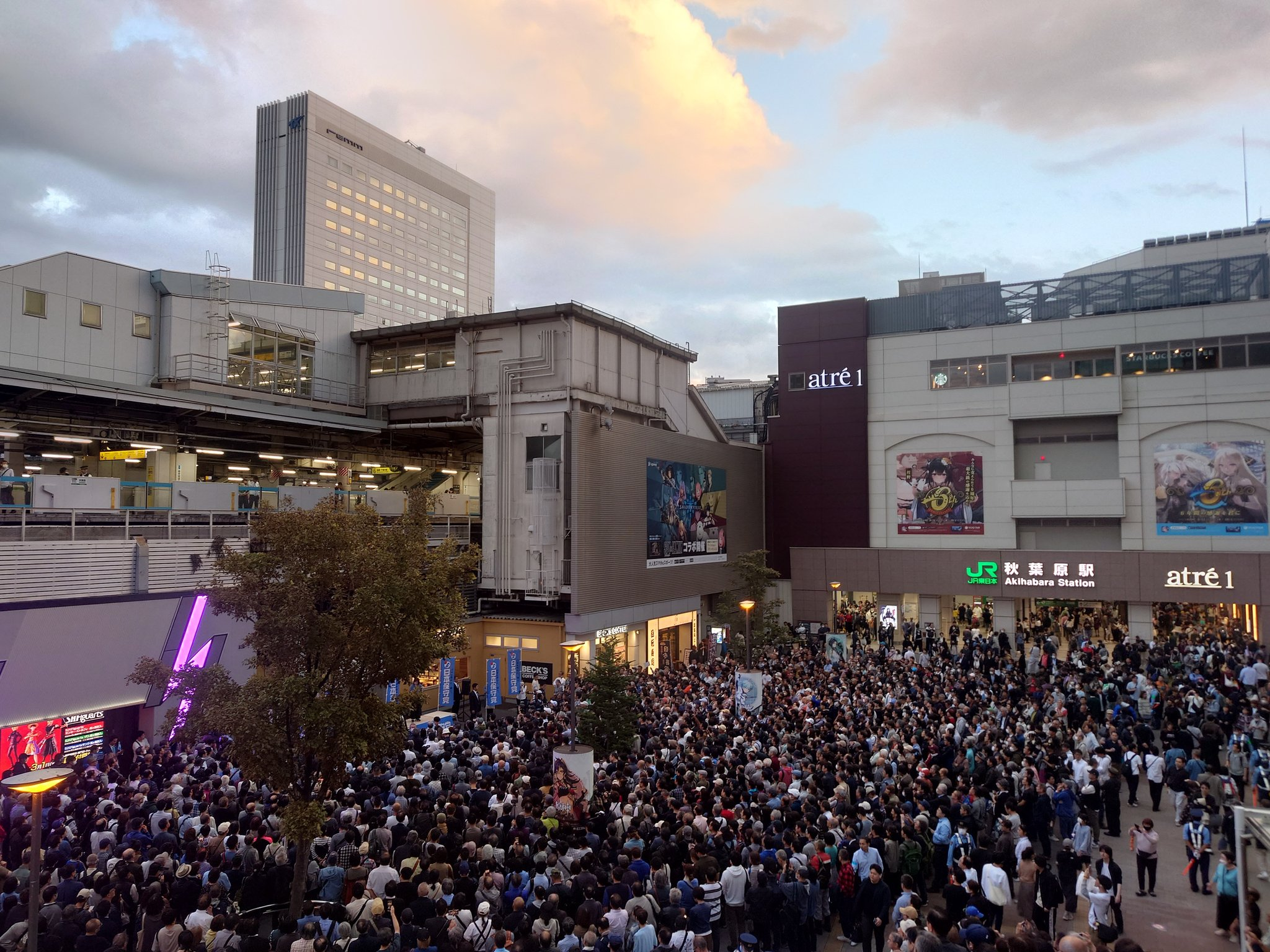
2023年10月21日、東京・秋葉原駅前で行われた日本保守党の街頭集会

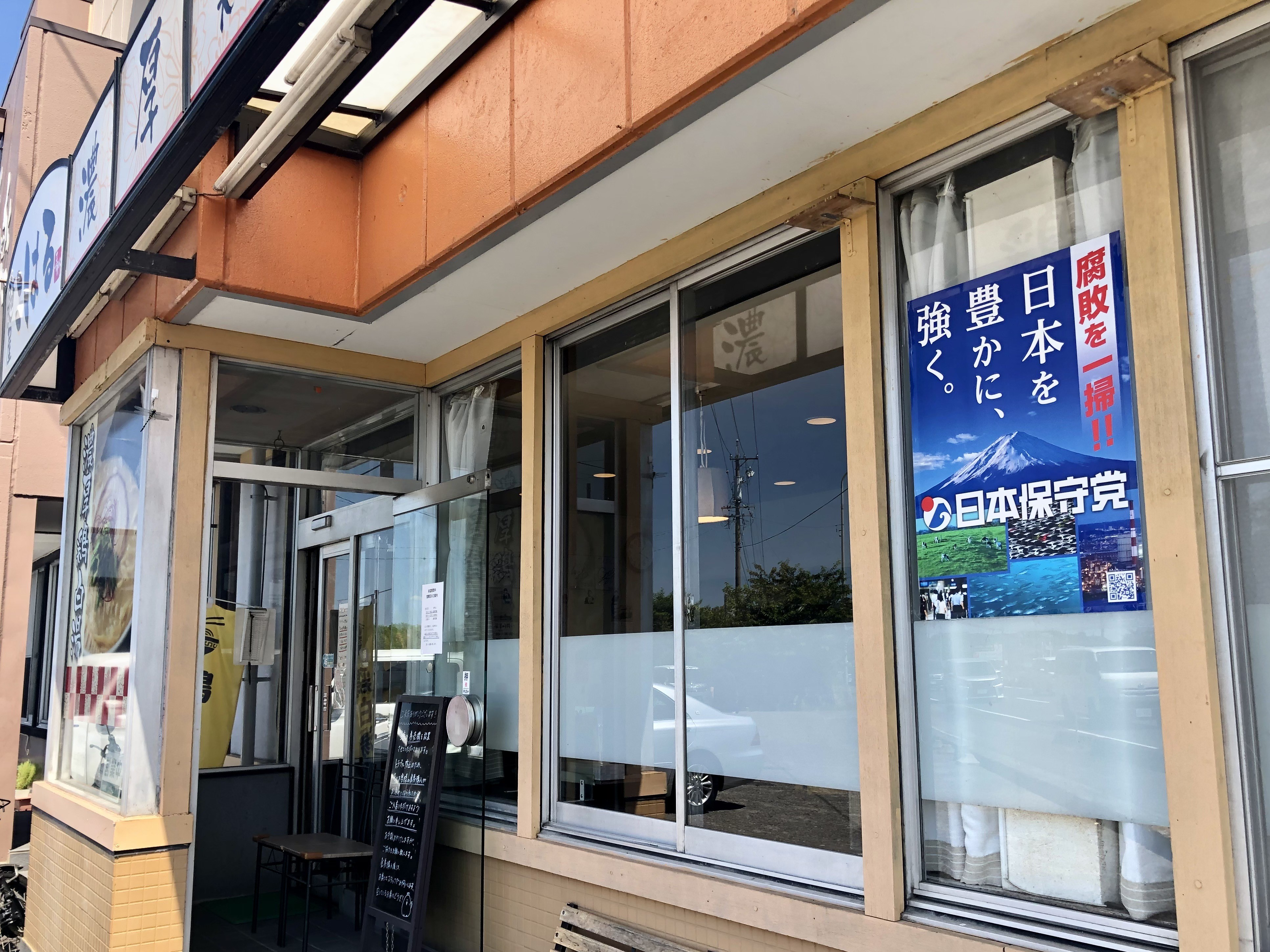
日本保守党のポスターが貼られた愛知県の飲食店

2023年時点に主な支持層は、中高年の日本のネットユーザーであると報じられていた。2024年補選時の朝日新聞の調査によると、性別内訳だと男女はちょうど50%ずつであり、年齢内訳は10代2%、20代6%、30代11%、40代と50代で各22%、60代18%、70代15%、80代以上4%となること、支持政党別だと自民党支持層21%、無党派層44%などであることを報じた。
党の創設者である百田と有本は、日本のネットユーザーに影響力を持つ保守系論壇人であり、ネット番組『虎ノ門ニュース』（DHCテレビ）などを通して支持を得てきた。結党式以前は、同党の動向は有本がコラムの連載を持つ産経新聞社の「夕刊フジ」とそのWebサイト「zakzak」が主に取り上げていた。
同党が支持を拡大した背景には、保守的な一部の自民党支持者がLGBT理解増進法以前から安倍晋三亡き後の自民党に不満を募らせていたことがあると考えられている 。フランスの日刊紙『リベラシオン』は、同党の拡大を、安倍の政治的遺産を継承しようとする極右勢力の台頭として取り上げた。
JX通信社が2023年10月に実施した調査によると、73.4%が政党の存在を知らず、19.7%が「知っているが支持しない」と答え、「知っていて、支持する」と答えた人は7%だった。政治学者の秦正樹が行った世論調査によると、自民党より日本保守党に高い好感度を示したのは主に小規模政党の支持者だった。岩盤保守層内で「百田派」と「反百田派」の対立があり、保守層の票が一本化されていない状況も指摘されている。保守層の票の分散につながる可能性があり、小選挙区制では、自民党が存在する状況下で日本保守党が議席を獲得するのは困難であるとも予想されている。文筆家の古谷経衡は、結党の表向きの理由は「LGBT理解増進法」への反発だが、真の要因は元内閣総理大臣安倍晋三の死去と、それ以前から起きていた保守界隈の分裂であると指摘している。百田と有本は、2022年に終了したネット番組『虎ノ門ニュース』（DHCテレビ）の2大看板だったが、同番組の出演者は2020年のアメリカ大統領選で「トランプ勝ち組」と「負け組」に分裂した。古谷は、同党の政策には「憲法9条改正」「移民反対」「選択的夫婦別姓反対」などが含まれており、これらは既存の保守界隈と共通しているが、保守界隈の分裂により、限られた保守層の支持者を巡って各グループの競争が激化していると分析した。
2024年4月の東京15区補選では、日本保守党は自民党に不満を抱く層を中心に支持を集め、出口調査によると自民党支持層の約15%から支持を得たと報じられた。同年10月27日に実施された衆議院総選挙では、日本保守党は初めて全国規模で候補者を擁立し、特に50代男性、自民党支持層の一部、および石破茂内閣への不満を抱える層から支持を得たとされる。また、「自民党派閥の裏金問題」に関しては、多くの支持者がこれを考慮しない姿勢を示したことが特徴として挙げられた。
日本保守党と参政党は、右派的・保守色の強い政党という共通点を持ち、政策においても、「LGBT関連法や移民政策に反対」「消費税引き下げに賛成」などの点で類似している。主な支持層がインターネットを活用する50代であるところも共通し、参政党支持者の約38％が日本保守党に好感を持っているという調査結果もある。2024年4月、衆院選補欠選挙では、日本保守党候補に投票した人の一部が以前参政党に投票していたことが分かった。この選挙には参政党の公認候補が出ていたため、参政党の潜在的支持者が日本保守党に流れた可能性が指摘された。参政党は、SNSや動画チャンネルで日本保守党を批判し、両党のネットユーザー間で激しい対立が見られているが、日本保守党の有本事務総長や参政党の神谷代表は「協調できるところは協調したい」と述べている。
東京15区補選前に、保守系論壇誌の『月刊Hanada』は、毎号、日本保守党への支援を明確にしていた。同誌では、我那覇真子や武田邦彦、茂木誠、ジェイソン・モーガン、ほんこん、松木国俊などが日本保守党を応援した。他に、桂春蝶などが同党への期待を表した。

### LGBT保守主義者
松浦大悟をはじめとするLGBT保守主義者は、「マスコミは、なぜか左派LGBT活動家の偏った主張しか伝えない」と主張している。産経新聞は、ゲイであるLGBT保守主義者4人の会話を掲載し、彼らが「LGBT活動家」や立憲民主党・日本共産党など野党が推進する「LGBT差別禁止法」に批判的な立場を示し、日本保守党の政策に好意的な意見を持っていることを報じた。2024年の衆院選（第50回衆議院議員総選挙）では、日本保守党からゲイである冨田格が比例東京ブロックから出馬している。

### 親ロシア派との関連
2024年12月に発表された調査によれば、日本保守党の支持者の一部が親ロシア的な言説を拡散していることが指摘されている。この調査では、あるアカウントが、親ロシア的および反ワクチン的な投稿を頻繁に行い、その中で「Total News World」というまとめサイトを最も頻繁に共有していることが報告されている。「Total News World」は、日本ファクトチェックセンターによって、米国政治、ジェンダーアイデンティティ、ワクチンに関する虚偽または誤解を招く内容を含むと指摘されている。同サイトの運営者は不明だが、自民党への反対姿勢から日本保守党への支持を表明している。

## 論争

### トラブル
2023年11月11日、同党は大阪梅田のヨドバシカメラ前で初の大阪街宣活動を行った。この街宣には、百田や有本、河村らが参加した。しかし、予想を大きく上回る聴衆が集まり、人混みで危険な状態になった。この状況を受けて、ヨドバシカメラの店員とみられる男性が、安全上の懸念から演説の中止を要請したが、同党支持者の聴衆からは「無理や、帰れ」「許可取ってるからええやんけ」などの野次が飛んだ。街宣開始から約20分後、警察からの要請により演説は中止された。朝日新聞はこのトラブル後に「保守の受け皿」となれるか「百田ファンクラブ」となるかのどちらとなるかと伝えた。
事後に判明した事として、「人が将棋倒しになっている」という旨の通報があったため、消防車や救急車が現場に到着したが、通報者を現場で確認出来ず、「将棋倒し」の事実は確認されておらず、救護対象者も存在しなかった。同党は13日に声明を発表し、「『将棋倒し』の事実はなかった」と説明したうえで、予想を超える聴衆が集まったことで通行に不便をかけたことを謝罪した。また、ヨドバシカメラの責任者に対しても翌日謝罪を行ったことを明らかにした。

### 当事者団体の懸念
2024年の東京15区補欠選挙では、日本保守党が飯山陽を候補者として擁立し、LGBT理解増進法への反対を主要政策として掲げた。同選挙区内の当事者団体「クロスオーバー・こうとう」は、選挙運動中に性的少数者を排斥するような主張が広められたとして懸念を表明した。また、同団体は日本保守党の移民政策にも批判的な立場を示し、対立や分断を煽る政治スタイルへの懸念を述べている。

### 分裂報道
2024年秋以降、日本保守党をめぐり複数のメディアが分裂騒動や内紛といった表現で党内外の動向を報じた。特に衆議院補選で落選した元候補者の飯山陽が、自身のYouTubeチャンネルなどで党幹部に対する不満を表明し、党内の対立が表面化したと報じられている。日刊ゲンダイの2025年4月9日付記事では、こうした分裂劇は党内外の人間関係や権力争いが主な要因であり、思想や政策の違いによるものではないと指摘されている。また、百田尚樹と有本香が民間人でありながら党運営を主導している体制や、その運営方法に対して一部から批判の声が上がっていると報じられた。
保守系雑誌「Will」と「Hanada」も2025年に入り同党への批判を強め、5月号では両誌ともに批判的な特集を組んだ。

### 歴史認識を巡る論争
2023年9月26日、百田はABEMA Primeのインタビューの歴史認識に関する質問で、日本が当時の西洋帝国主義の手から東南アジアを「解放」したと主張し、第二次世界大戦への日本の関与は正しかったとした。また、現代に至るまでアジアの多くの地域が欧米列強の植民地となっていることから、もし日本がなかったら、「恐ろしい世界になっていた」と主張した。百田は、南京事件を否定する発言を繰り返してきた。米軍による東京大空襲や原爆投下こそ「大虐殺」であり、「東京裁判はそれをごまかすための裁判だった」と主張した。南京事件は「1938年に蒋介石がやたらと宣伝したが世界の国は無視した。なぜか。そんなことはなかったからだ」と主張した。2014年のNHK経営委員時代にも同様の発言をし、国際的な注目を集め、1年後の辞任につながった。河村も同様の発言をしており、その結果、南京市は2012年に名古屋市との姉妹都市提携を解消した。有本と河村は、2012年に河村が南京事件を否定した発言で知り合った。百田と有本、河村は、あいちトリエンナーレの「表現の不自由展」をめぐり、愛知県知事リコール運動で共闘した同志である。

### 党名について
同党は2023年9月に正式な党名として「日本保守党」を定めたがそれに先立つ2021年の時点で別の団体が「日本保守党」の団体名で結成されており（日本保守党 (2021-)）、2021年に結成された方の「日本保守党」側は2023年に結成された方の「日本保守党」側に対して自分たちが先に「日本保守党」の団体名を使用しているにも関わらずまったく同じ団体名を後から採用したことに対して抗議している。

## 役職
- 2024年12月現在の役員[155][156]

| 代表             | 百田尚樹          |
| 共同代表         | 河村たかし        |
| 事務総長         | 有本香            |
| 組織運動本部部長 | 小坂英二 小野寺秀 |

### 歴代の役員表
| 代表     | 共同代表   | 事務総長 | 事務局次長 | 就任年月       | 備考                      |
| -------- | ---------- | -------- | ---------- | -------------- | ------------------------- |
| 百田尚樹 | 河村たかし | 有本香   | 広沢一郎   | 2023年10月17日 |                           |
| 百田尚樹 | 河村たかし | 有本香   | （不在）   | 2024年12月4日  | 広沢は2024年12月4日に解任 |

### 代表一覧
| 代 | 代表 | 代表                  | 就任         | 退任 | 備考                                                                                        |
| -- | ---- | --------------------- | ------------ | ---- | ------------------------------------------------------------------------------------------- |
| 1  |      | 百田尚樹 （1956年生） | 2023年9月1日 | 現職 | 第50回衆議院議員総選挙（比例近畿ブロック）落選 第27回参議院議員通常選挙（参議院比例区）当選 |

## 党勢・選挙結果

### 衆議院
| 選挙         | 年     | 当選/候補者 | 定数 | 小選挙区         | 小選挙区 | 比例代表           | 比例代表 | 備考 |
| 選挙         | 年     | 当選/候補者 | 定数 | 得票数（得票率） | 当選者   | 得票数（得票率）   | 当選者   | 備考 |
| ------------ | ------ | ----------- | ---- | ---------------- | -------- | ------------------ | -------- | ---- |
| 第50回総選挙 | 2024年 | 3/30        | 465  | 155,837（0.29%） | 1        | 1,145,622（2.10%） | 2        |      |

### 参議院
| 選挙           | 年     | 当選/候補者 | 定数 | 選挙区           | 選挙区 | 比例区             | 比例区 | 備考 |
| 選挙           | 年     | 当選/候補者 | 定数 | 得票数（得票率） | 当選者 | 得票数（得票率）   | 当選者 | 備考 |
| -------------- | ------ | ----------- | ---- | ---------------- | ------ | ------------------ | ------ | ---- |
| 第27回通常選挙 | 2025年 | 2/9         | 248  | 652,266（1.10%） | 0      | 2,982,093（5.04%） | 2      |      |

### 所属議員

#### 国会議員
- 所属国会議員5名（衆議院議員3名、参議院議員2名）
- ※（）内は、当選回数と選挙区。

| 河村たかし （6回、愛知1区） | 竹上裕子 （1回、比例東海） | 島田洋一 （1回、比例近畿） |

| 2031年改選 | 北村晴男 （1回、比例区） | 百田尚樹 （1回、比例区） |

#### 地方議員
- 森下敏弥　（愛知県碧南市議会議員）
- 水ノ上成彰（大阪府堺市議会議員）
- 小林剛　　（茨城県常総市議会議員）
- 遠藤喜二　（宮城県七ヶ浜町議会議員）
- 今江恒夫　（滋賀県守山市議会議員）
- 髙田龍也　（大分県由布市議会議員）
- 森川建司　（愛媛県伊予市議会議員）
- 髙橋利枝　（秋田県にかほ市議会議員）
- 尾ノ上直子（兵庫県尼崎市議会議員）